# Лосаньес, Малой
 Maloy Lozanes (исп. Maloy Lozañes), или просто MaLoY, была 2-й певицей немецкой группы Captain Jack с 1999 по 2000. После длительного перерыва вернулась на сцену и теперь выступает совместно  с немецким диджеем Shaun Baker с 2007.

## Биография
Родилась 13 декабря 1976 года в семье музыкантов, MaLoY — единственная дочь Эфрена Лосаньеса, музыканта и вокалиста, который путешествовал по миру большую часть времени, и Глории Морено Лосаньес, простой домохозяйки. У неё есть два брата: Антонио, музыкант, играющий на клавишных инструментах, и Майкл, который решил стать техником-медиком вместо того, чтобы продолжить семейную музыкальную карьеру.
Родилась и выросла Малой в городе Манила на Филиппинах, где музыка и развлечение — большая часть филиппинской культуры. Она никогда не мечтала о музыкальной карьере. Она проводила много времени в больнице из-за астмы, но, несмотря на это, сумела получить высшее образование.
Подобно большинству филиппинских артистов, песенные конкурсы были частью жизни Малой в детстве, она выступала на различных вокальных конкурсах. Только когда она окончила среднюю школу, она начала думать о продолжении семейной карьеры. Позже она присоединилась к нескольким филиппинским группам, которые гастролировали в Сингапуре, Малайзии и Индонезии. Через некоторое время начала выступать совместно с братом Тони в группе отца в Германии.

## Дискография
- 1997  - -  Toybox
  - "Love To The Limit"
- 1999  - -  Captain Jack
  - "Dream A Dream"
  - "Get Up"  - -  feat. "Gipsy Kings
  - "The Captain's Revenge"   (Альбом)
- 2000  - -  Captain Jack
  - "Only You"
- 2007  - -  Shaun Baker
  - "V.I.P."
  - "POWER"
- 2008  - -  Shaun Baker
  - "Hey, Hi, Hello"
  - "Could You, Would You, Should You"
- 2009  - -  Shaun Baker
  - "Give"